# Valenzuela, Filippinerna

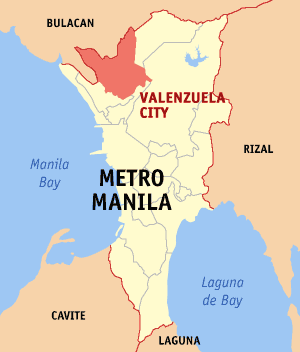
Valenzuelas läge i Metro Manila.

Valenzuela (officiellt City of Valenzuela) är en stad på ön Luzon i Filippinerna. Den ligger i Metro Manila och har 568 928 invånare (2007).
Staden är indelad i 32 smådistrikt, barangayer, samtliga är klassificerade som tätortsdistrikt.